# Bartosz Sufa
Bartosz Sufa (ur. 11 sierpnia 1987) – polski siatkarz, grający na pozycji libero. Od sezonu 2020/2021 jest asystentem trenera w BKS-ie Stal Bielsko-Biała.

## Sukcesy zawodnicze

### klubowe

#### juniorskie
Mistrzostwa Polski Kadetów:
- 2004[6]

Mistrzostwa Polski Juniorów:
- 2005

Mistrzostwa Śląska Juniorów:
- 2006[7]

#### seniorskie
I liga:
- 2009

Klubowe Mistrzostwa Świata:
- 2011